# Абрам Архипов
Вижте пояснителната страница за други личности с името Архипов.
Абрам Ефимович Архипов, роден като Абрам Ефимович Пириков, е руски художник, представител на живописните традиции на реализма и късния импресионизъм, с доминиращ интерес към селския битов жанр. Става най-известен с жизнерадостните си портрети на селски жени, обикновено облечени в червено.

## Биография
Абрам Архипов е роден на 15 (27) август 1862 година в бедно селско семейство в село Егорово, Рязанска област. От детството си рисува винаги и навсякъде, където е възможно. В началото се учи от приходящи иконописци, един от които се оказва ученик в Московското училище по живопис, скулптура и архитектура. Той помага на Абрам да се подготви и да кандидатства в училището, където е приет през 1876 година. Родителите му го поддържат изцяло и с много труд успяват да съберат средства, за да заплащат обучението му.
Периодът, който прекарва в това училище е характерен с присъствието на уникални педагози. От 1877 до 1882 Абрам е в класа на Василий Перов. Уроците на Перов, призоваващ учениците си да рисуват истинския живот, без да се боят от тъмните му страни, оказват сериозно влияние върху бъдещото творчество на Архипов, който става приемник и последовател на своя учител.
През 1884 – 1886 заминава за Петербург и се записва в Петербургската художествена академия, но академичната система на преподаване силно го разочарова. Въпреки че живописният етюд „Натурщик, падающий с седла“ е високо оценен и много от картините му са признати за образцови и съхранени в Академичния музей, Архипов напуска и се връща обратно в Московското училище. Обучава се още при Иларион Прянишников, Алексей Саврасов и Владимир Маковски.
Тъй като Перов междувременно е починал, Архипов преминава в класа на Василий Поленов, където учи от 1886 до 1888. Поленов, от своя страна, преподава на учениците си любов към изкуство, изпълнено със светлина и радостно усещане за живота, което също оказва влияние върху Архипов и се забелязва в неговите жизнерадостни селски портрети. Значителна роля за развитието на Архипов като художник играят както Перов, който вече се е обърнал към селската тематика, така и Поленов, един от първите руски пленеристи.
Заедно с него в училището се обучават станалите известни по-късно Андрей Рябушкин, Николай Касаткин и Михаил Нестеров. След завършването си, Архипов живее и работи главно в Москва.
В годините на обучението си Архипов работи много и самостоятелно. През лятото пътува из родната си Рязанска област, където създава множество етюди. От това време са запазени не малко негови жанрови картини, запечатали различни епизоди от селския живот – „В лавке старьевщика“, „Пияница“ (1883), „Водопой“ (1883) и други. През 1887 година за картината си „Приятелки или посещение при болна“ получава голям сребърен медал и званието класен художник. На нея е изобразена майката на художника, печално отпуснала глава, взряла се в една точка, седнала на легло със сламеник в полутъмно помещение. До нея е съседка, дошла на посещение при болната. Позите и на двете жени, техните изморени, тъжни лица, говорят за покорност и безнадежност.
През 1891 година става член на групата на Передвижниците, а през 1904 – член на Съюза на руските художници. Впоследствие членува и в Ассоциацията на художниците на революционна Русия. От 1892 става преподавател в Московското училище по живопис, скулптура и архитектура, което сам е завършил. От 1902 година художникът неколкократно пътува до северните части на Русия и до Бяло море и създава поредица от платна.
Когато през 1927 година Абрам Архипов навършва 65 години, му е присвоено званието Народен художник на Републиката. По същото време в Музея на революцията в Москва е открита персонална изложба на художника.

## Творчество

### Ранни произведения
Ранните произведения на Архипов са представители на типичния битов жанр на Передвижниците – „Петък“ (1883), „Селски иконописец“ (1889). И двете картини се намират в Третяковската галерия. В тях цветовете са използвани майсторски, колоритът е впечатляващ и вече прозира самобитният талант на художника. Усвоявайки и опита на импресионистите, той успешно успява да предаде цветовата атмосфера и дълбочината на сюжета.
През 1888, заедно със свои съученици, Архипов се отправя на пътешествие по Волга. Там се ражда и идеята за малката картина „На Волга“, в която той за първи път се опитва да съчетае органично жанрова сцена с лиричен пейзаж. В нея художникът се справя прекрасно с един от основните проблеми на пленерната живопис от онова време – изобразяването на човешка фигура на открито. Емоционалното състояние на героя е предадено главно чрез пейзажа. Същият проблем, но с още по-голям размах, с епическо звучене и голямо художествено майсторство, художникът разрешава в картината си „По река Ока“, представена на ХVІІІ изложба на Передвижниците и донесла на автора си голям успех. Засиленият му интерес към живота в руското село е отразен и в картините, създадени непосредствено след завършване на образованието си – „Клюки“ (1888 – 1889), „Селски иконописец“ (1889) и други.

### Зрелост
През 1890-те години Архипов рисува картини предимно на открито, извеждайки героите си от душните работилници и помещения в широките простори на Волга, на залети от слънце площади, зелени поляни и пътища. Художникът съумява майсторски да обединява пейзажа и жанровия сюжет в една и съща картина. С доста мажорно звучене са картините му, посветени на селския и провинциалния живот в Русия. Много добри примери за това са „Радоница“ (1892), „Северно село“ (1902), „Ледоходът тръгна“ (1894 – 1895), „На реката“ (1898), „Проводы крестного хода“ (края на 1890-те). Фигурите на селяните в тях съсредоточват в себе си букет от ярки цветове. Въздухът и лекото попълване на пейзажа около тях е тясно свързан със самите изображения, а понякога придобиват и самостоятелно значение. Особено впечатляваща е картината „Завръщане“ („Обратный“) от 1896 година. Тя е проникната от настроение на дълбока умиротвореност и спокойствие и обобщава търсенията на художника на лириката в селския жанр.
През 1896 година в творчеството на Архипов навлиза социалната тема, свързана с процеса на пролетаризация на селяните през тези години. В картината „Чистачки в чугунолеярен завод“ от 1896 художникът засяга една от важните теми на 20 век – тежката съдба на руската жена. Заедно с образите на отдъхващите от тежък труд работнички, той отделя голямо внимание и на окръжаващата ги среда. Стелещият се черен дим, изгорялата от слънцето земя, ниските дървени корпуси, всичко това помага да си представим ужасните условия, при които се трудят жените.

### Перачки
Социалната тема получава своето дълбоко и окончателно въплъщение в картината му „Перачки“, в която цветовото майсторство на художника достига пределна острота. Рисува я в два варианта – през 1890 и 1901 година, като и двете платна се намират в Третяковската галерия. Замисълът за създаването на тази, може би най-известна картина на художника, възниква след посещението му в една пералня до Смоленския пазар в Москва. Първият вариант е нарисуван с голямо майсторство, в широк живописен маниер и много добре предава наситеното с влага и изпарения полутъмно помещение, в което жените работят до пълно изнемощяване.
Когато картината е почти напълно готова, художникът забелязва в перачницата една стара жена, седнала да си отдъхне. Прегърбена, с отпусната глава, увиснала безпомощно ръка – всичко говори за пределна умора, дълбока духовна апатия и безнадеждност. Потресен от видяното, Архипов решава да започне нов вариант на картината. Това второ платно е доста по-печално и лаконично. Художникът се отказва от множество ненужни подробности, приближава фигурите към зрителя и ги рисува в по-едър план. Образът на измъчените от изнурителния труд жени, предаден особено изразително, става олицетворение на безпросветността и обречеността на работничките. С тази втора картина Архипов е приет в току-що създадения Съюз на руските художници.

### Северни пейзажи
В началото на 1900-те години, след пътуване до северните части на Русия, се появяват северните пейзажи на Архипов. С приглушени цветове той показва величествената природа, самобитната дървена архитектура, разнебитените колиби, сгушени на брега, безлюдните гористи островчета, огромните камъни край морето. С огромно увлечение работи и създава картините „Северно село“ (1900), още една със същото заглавие „Северно село“ (1902), „Пристанище за лодки на Север“ (1903), „На Север“ (1912), „Северно море“. В тези платна е заключено удивително колоритно богатство, въпреки преобладаващите сиви и строги цветове.
- Ледоходът тръгна
- Тандем
- Северно село (1900)
- Северно море

### Портрети на селянки
Абрам Архипов, син на рязански мужик, има особена слабост към изобразяване на руските селски жени. Едри, радостни, трудолюбиви, гостоприемни, те се усмихват от платната му, завинаги запечатани от широката четка на художника. Слънчевите лъчи, попаднали върху ярките им цветни дрехи, ги карат да блестят. Женските образи на художника, носещи радост и топлота, излъчват жизнеутвърждаваща сила и доброта.
Архипов намира своите героини в Тверска и Нижегородска губерния, но преди всичко – в родната Рязанска област, която остава за него най-любимото място. В течение на последните 15 години от живота си, той създава безкрайна галерия от типични женски селски образи. Любимият цвят на художника е червеният и той винаги присъства в дрехите на героините му – рокли, блузи, кърпи, престилки, шалчета. Цветът мени тона и оттенъка си и се появява в безкрайни варианти. Червеното е характерно за голяма част от женските му портрети – „Селска девойка“, „Жена“, „Селянка“, „Селянка в розово“, „Млада селянка в червена блуза“, „Жена в червено“, „Селянки на брега на Волга“ и много други.
В стремежа си да създаде женски образ, изцяло характерен за епохата, художникът не винаги рисува конкретни лица. Често неговите селянки в червено се разглеждат като обобщаващо, декоративно пано, на което червеният цвят избухва мощно и затъмнява всичко останало. Мненията на критиците и публиката във връзка с този доминиращ цвят не са еднозначни. Някои го критикуват, считайки, че се е поддал на ново, формалистично влияние в изкуството, а други възторжено го обявяват за автентичен революционен художник.

### Октомврийската революция
След 1917 година маниерът на рисуване и тематиката на картините на художника не претърпяват никаква съществена промяна. С широк и темпераментен замах той продължава да рисува старото руско село. На фона на революционните промени, унищожаващи стария начин на живот, те започват да звучат все по-носталгично. Въпреки това, произведенията от този период често носят оптимистичен характер.
През 1920-те години основно място в творчеството на художника заемат селските портрети, в които запазва традицията си да изобразява селяните като силни, уверени, жизнерадостни и красиви хора. Такива са „Селянин от Рязанска губерния“ (1925) и „Селянка в зелена престилка“ (1927). Особено популярна става картината „Момиче с канче“ от 1927, която се възприема от публиката и критиката като въплъщение на Русия, героично приела революцията. Постепенно в творбите му нарастват спокойната величавост и вътрешната значимост на образите, нарисувани с широки, гъсти мазки, контрастното съпоставяне на тоновете и празничната яркост на цветовете.
През лятото на 1924 година във Венеция се открива международна изложба по живопис. След дълго прекъсване, заради войната и революцията, Русия отново взима участие, вече като СССР. Първата картина, закупена на тази изложба е искрящата в червено „Млада домакиня“ на Архипов, която остава в Музея на изкуствата в Генуа.

## Педагогическа дейност
През 1892 година Абрам Архипов става преподавател в Московското училище по живопис, скулптура и архитектура, където през 1898 получава званието академик. След Октомврийската революция взима участие в реорганизацията на учебното заведение. Освен това в периода 1918 – 1924 преподава в ГСХМ (Свободные художественные мастерские), което по-късно преминава във ВХУТЕМАС (Высшие художественно-технические мастерские) в Москва.
Признание му носят яркият импресионистичен маниер на рисуване, собственият му характерен стил, както и авторитетът му на професор и преподавател. Между учениците му са художникът и архитект Александър Герасимов и живописецът и изкуствовед Сергей Герасимов. По различно време при него учат живописците Фьодор Богородски, Василий Василиевич Мешков, Константин Юон и художникът-педагог Борис Йохансон.
Както с картините си, така и с преподавателската си дейност, Архипов става един от основоположниците на „Селската линия“ в руската живопис, лидер на която по-късно става неговият ученик Аркадий Пластов.

## Кончина
Абрам Архипов умира но 25 септември 1930 година в Москва. Художникът не е женен, няма деца, но художествените традиции са продължени от неговата племенница Ала Бедина, която става известен график, живописец и дизайнер.
- В болницата (1890-те)
- В работилницата за маски (1897)
- Вечер (1910)
- Пролетен празник (1913)
- Жена в червено (ок.1910)
- Усмихваща се девойка (1920)